# 中心化矩阵
数学和多元变量统计中，中心化矩阵指对称幂等矩阵，且当其与向量相乘时，效果等用于从向量的每个分量中减去分量的平均值。

## 定义
大小为n的中心化矩阵是n×n的
{\displaystyle C_{n}=I_{n}-{\tfrac {1}{n}}J_{n}}
其中{\displaystyle I_{n}\,}是单位矩阵，{\displaystyle J_{n}}是n×n一矩阵。例如
{\displaystyle C_{1}={\begin{bmatrix}0\end{bmatrix}}},
{\displaystyle C_{2}=\left[{\begin{array}{rrr}1&0\\0&1\end{array}}\right]-{\frac {1}{2}}\left[{\begin{array}{rrr}1&1\\1&1\end{array}}\right]=\left[{\begin{array}{rrr}{\frac {1}{2}}&-{\frac {1}{2}}\\-{\frac {1}{2}}&{\frac {1}{2}}\end{array}}\right]} ,
{\displaystyle C_{3}=\left[{\begin{array}{rrr}1&0&0\\0&1&0\\0&0&1\end{array}}\right]-{\frac {1}{3}}\left[{\begin{array}{rrr}1&1&1\\1&1&1\\1&1&1\end{array}}\right]=\left[{\begin{array}{rrr}{\frac {2}{3}}&-{\frac {1}{3}}&-{\frac {1}{3}}\\-{\frac {1}{3}}&{\frac {2}{3}}&-{\frac {1}{3}}\\-{\frac {1}{3}}&-{\frac {1}{3}}&{\frac {2}{3}}\end{array}}\right]}

## 性质
给定长为n的列向量{\displaystyle \mathbf {v} \,}，{\displaystyle C_{n}\,}的中心性可表为
{\displaystyle C_{n}\,\mathbf {v} =\mathbf {v} -({\tfrac {1}{n}}J_{n,1}^{\textrm {T}}\mathbf {v} )J_{n,1}}
其中{\displaystyle J_{n,1}}是值全为1的列向量，{\displaystyle {\tfrac {1}{n}}J_{n,1}^{\textrm {T}}\mathbf {v} }是{\displaystyle \mathbf {v} \,}的分量的平均值。
- {\displaystyle C_{n}\,}是正半定对称阵。

- {\displaystyle C_{n}\,}是幂等矩阵，所以{\displaystyle C_{n}^{k}=C_{n}\ (k=1,2,\ldots )}。均值被移除的话它就是零，再次移除也没有任何影响。
- {\displaystyle C_{n}\,}是奇异矩阵/不可逆矩阵。应用{\displaystyle C_{n}\,\mathbf {v} }变换的效果无法逆转。
- {\displaystyle C_{n}\,}具有重数为n-1的特征值1与重数为1的特征值0

- {\displaystyle C_{n}\,}沿向量{\displaystyle J_{n,1}}有维度为1的零空间。

- {\displaystyle C_{n}\,}是正交投影矩阵。也就是说{\displaystyle C_{n}\mathbf {v} }是{\displaystyle \mathbf {v} \,}在n-1维线性子空间上的投影，其与零空间{\displaystyle J_{n,1}}正交（这是所有分量和为0的n向量构成的子空间）。
- {\displaystyle C_{n}}的迹是{\displaystyle n(n-1)/n=n-1}。

## 应用
虽然与中心化矩阵相乘并不是去除向量均值的有效计算方法，但却是一种方便的分析工具。它不仅可用来去除单个向量的均值，还可去除存储在m×n矩阵{\displaystyle X}的行或列中多个向量的均值。
左乘{\displaystyle C_{m}}将从n列的每一列减去相应的均值，这样积{\displaystyle C_{m}\,X}的每列的均值都是0。相似地，右乘{\displaystyle C_{n}}会从每行减去相应的均值，这样积{\displaystyle X\,C_{n}}的每行均值都为0。两侧均乘：{\displaystyle C_{m}\,X\,C_{n}}将产生行列均值均为0的矩阵。
中心化矩阵提供了一种表示散布矩阵的方法：对数据样本{\displaystyle X\,}，有{\displaystyle S=(X-\mu J_{n,1}^{\mathrm {T} })(X-\mu J_{n,1}^{\mathrm {T} })^{\mathrm {T} }}，其中{\displaystyle \mu ={\tfrac {1}{n}}XJ_{n,1}}是样本均值。有了中心化矩阵，可以将散布矩阵更简洁地表示为
{\displaystyle S=X\,C_{n}(X\,C_{n})^{\mathrm {T} }=X\,C_{n}\,C_{n}\,X\,^{\mathrm {T} }=X\,C_{n}\,X\,^{\mathrm {T} }.}
{\displaystyle C_{n}}是多项分布的协方差矩阵，在特殊情况下分布参数为{\displaystyle k=n}，{\displaystyle p_{1}=p_{2}=\cdots =p_{n}={\frac {1}{n}}}。